# Wörtlichnehmen

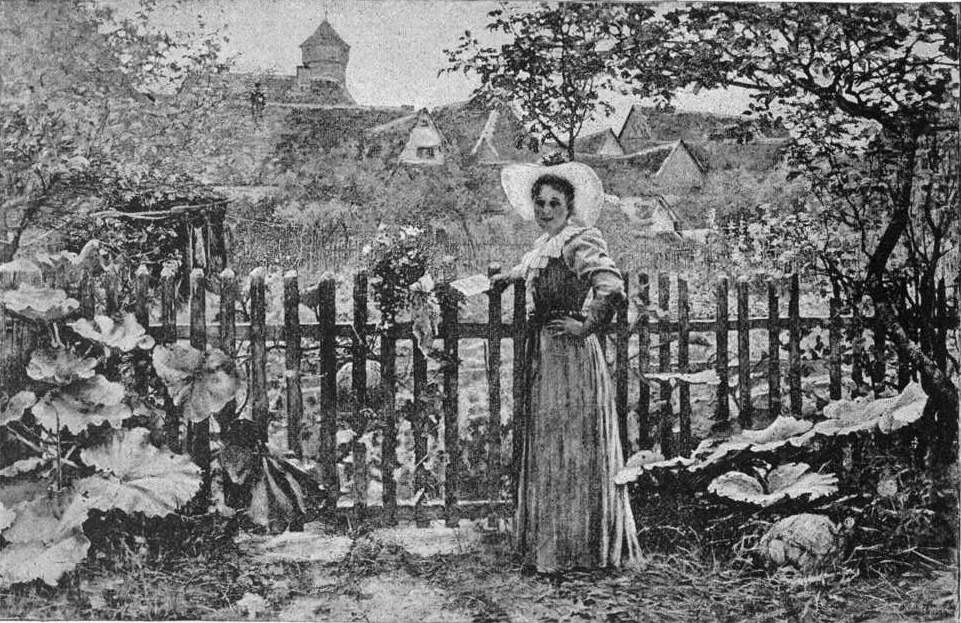
Gisela hat nicht mehr alle Latten am Zaun.

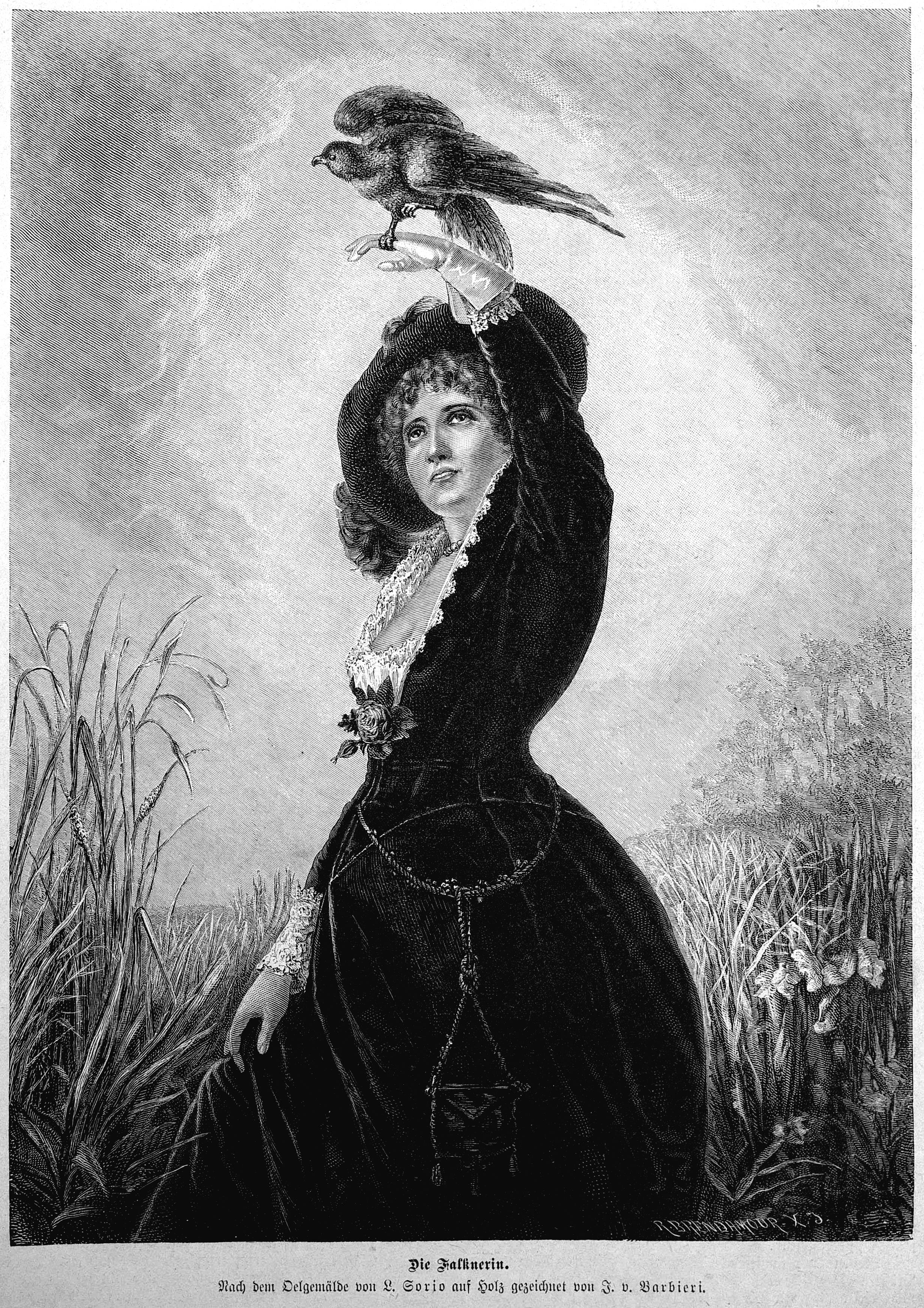
Gudrun hat einen Vogel.

Das Wörtlichnehmen oder die Literalisierung metaphorischer oder sprichwörtlicher Rede ist eine spezielle Form des Wortspiels.
Der komische Effekt ergibt sich dabei aus der Mehrdeutigkeit von konventionalisierten („toten“) Metaphern bzw. Metonymien und insbesondere von Phraseologismen wie Redewendungen und Sprichwörtern, deren ursprüngliche, „wortwörtliche“ Bedeutung gegenüber der heute geläufigen übertragenen Bedeutung teils oder ganz verdrängt worden ist. In der deutschen Literaturgeschichte lässt sich eine gehäufte Verwendung dieser komischen Strategie in der Narrenliteratur um 1500 feststellen, besonders im Till Eulenspiegel (1515).